# Academia da Força Aérea (Brasil)
A Academia da Força Aérea (AFA) é um estabelecimento de ensino em nível superior da Força Aérea Brasileira, situado em Pirassununga, Estado de São Paulo e reconhecido pelo Ministério da Educação. Integra o sistema de formação e aperfeiçoamento de pessoal do Comando da Aeronáutica (COMAER) e está subordinada à Diretoria de Ensino (DIRENS) da Força Aérea Brasileira (FAB). Tem como finalidade a formação de oficiais da ativa para os quadros de aviadores, intendentes e infantes da FAB.
É internacionalmente reconhecida pela excelência na formação de seus pilotos militares e, por meio de cooperação entre o Estado Maior da Aeronáutica (EMAER) e nações amigas, forma, também oficiais de outros países da América Latina e África, na maioria, países de fala hispânica ou portuguesa (por ano, são admitidos até dez cadetes estrangeiros).
O ingresso na AFA ocorre mediante a aprovação em concursos públicos anuais de admissão, de âmbito nacional. As informações sobre esses concursos estão disponíveis em todas as organizações do Comando da Aeronáutica.
Atualmente, a Academia forma oficiais dos seguintes cursos:
- Curso de Formação de Oficiais Aviadores (CFOAv)
- Curso de Formação de Oficiais Intendentes (CFOInt)
- Curso de Formação de Oficiais de Infantaria da Aeronáutica (CFOInf)

Além disso, todos os cadetes da Academia, ao final do curso, recebem o título de bacharéis em Administração, com ênfase em Administração Pública.

## Histórico
O emprego de aeronaves em operações de combate durante a Primeira Guerra Mundial confirmou a aviação como fator determinante nos campos de batalha. Antes de encerrado o conflito, o governo brasileiro já providenciava a organização da Escola de Aviação Militar. A Escola de Aviação Militar do Exército Brasileiro foi inaugurada em julho de 1919, com a orientação técnica da Missão Militar Francesa, funcionando no Campo dos Afonsos.
A Escola de Aviação Militar ganhou grande impulso com a criação da Arma de Aviação em janeiro de 1927, recebendo grande quantidade de aviões novos. Não dispondo de unidades militares de aviação, o Exército empregou a escola como força de combate nas Revoluções de 1922, 1924 e 1930. Em janeiro de 1941, foi criado o Ministério da Aeronáutica e, em março do mesmo ano, foram extintas a Escola de Aeronáutica do Exército (denominação da Escola de Aviação Militar a partir de dezembro de 1940) e a Escola de Aviação Naval, sendo criadas a Escola de Aeronáutica, no Campo dos Afonsos, e a Escola de Especialistas da Aeronáutica, na Ponta do Galeão, antiga Escola de Aviação Naval. A AFA é a instituição sucessora da antiga Escola de Aeronáutica, originalmente sediada no Campo dos Afonsos e que, no passado, formou oficiais aviadores e intendentes para a FAB, desde a criação do antigo Ministério da Aeronáutica, em 1941.

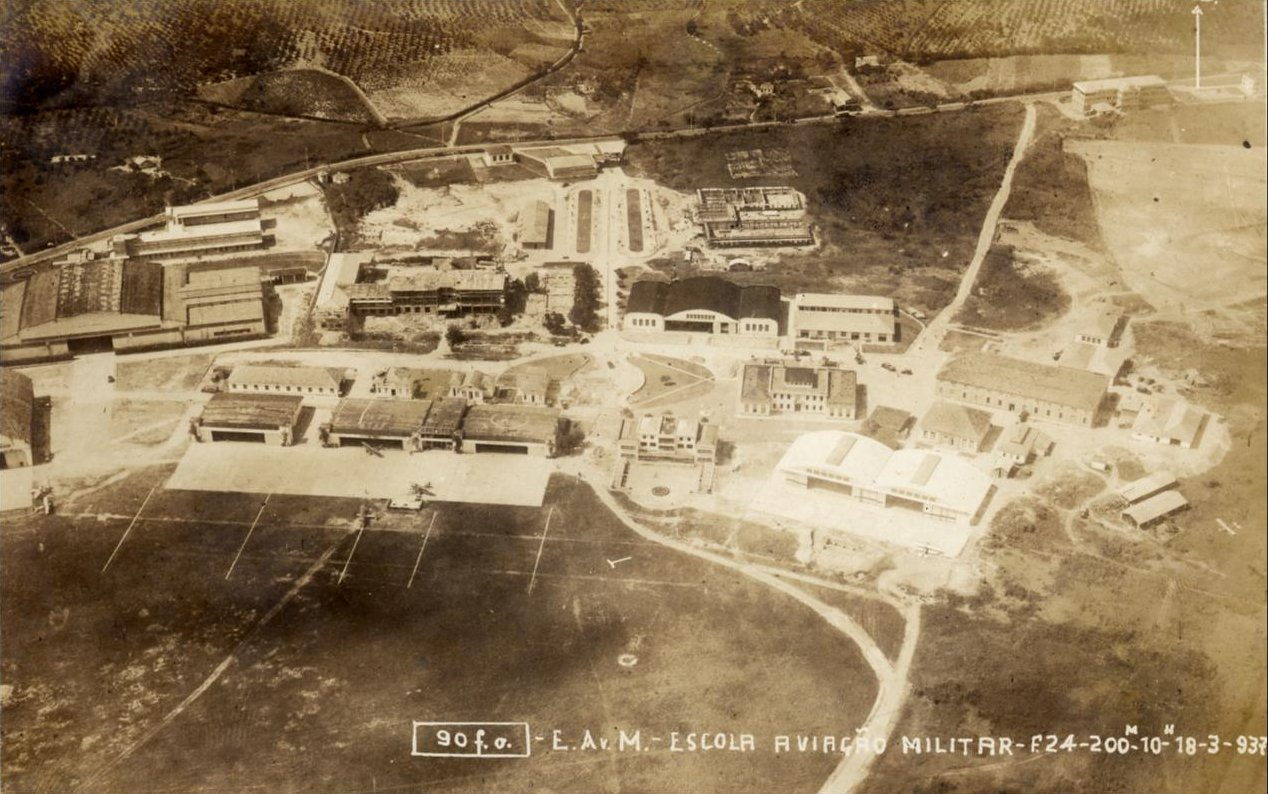
Vista Aérea da Escola de Aviação Militar, 18 de março de 1937. Campo dos Afonsos, Rio de Janeiro, quase ao término da MMF.

Em 17 de outubro de 1960, foi inaugurado o Destacamento Precursor de Aeronáutica, durante as festividades da semana da Asa, com a presença do Exmo. Sr Ministro. da Aeronáutica, Tenente Brigadeiro do Ar Francisco de Assis Corrêa de Mello, do Governador do Estado de São Paulo e de outras autoridades. A nova Escola teve como primeiro Comandante o Major Aviador Aloysio Lontra Netto.
A mudança de denominação, de Escola de Aeronáutica para Academia da Força Aérea (AFA), deu-se no ano de 1969. Em 1971 a Academia foi transferida para suas novas instalações em Pirassununga, São Paulo, município que reunia as melhores condições de clima e temperatura de todo o país para a prática de atividades de instrução aérea.
No final do ano de 1971 a AFA formou a primeira turma de oficiais aviadores e intendentes.

## Instalações prediais e infraestrutura

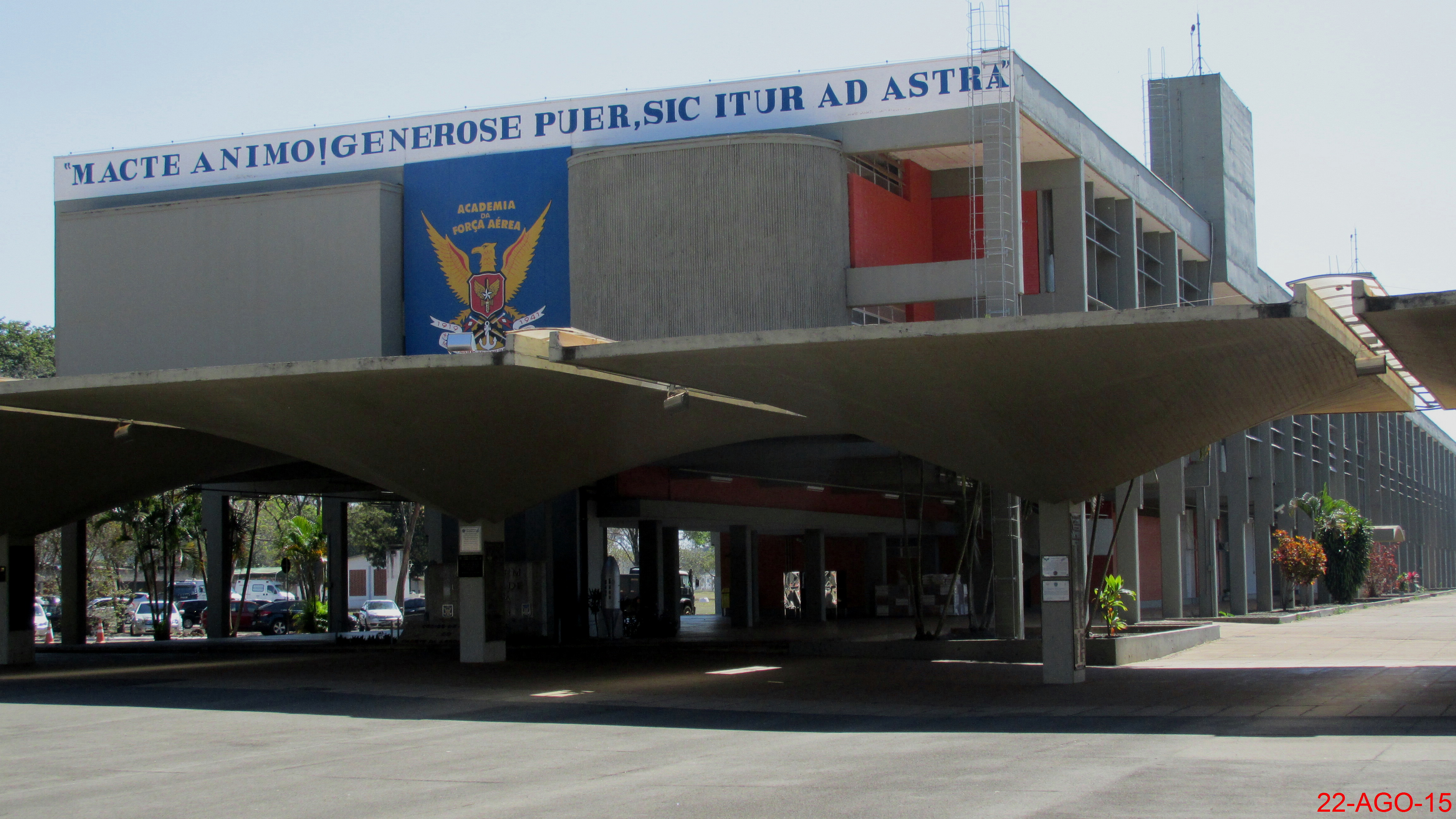
Dizeres em latim na frente do Corpo de Cadetes

As instalações da AFA, em Pirassununga, foram construídas de acordo com um plano diretor, o qual pode ser modificado conforme com eventuais necessidades, desde que aprovado pelas autoridades competentes. A Academia dispõe de uma área construída de 215 246 m², sendo 141 800 m² de área administrativa e 73 246 m² de área residencial.
A Academia conta com uma estação de tratamento de água e rede hidráulica com aproximadamente 15 km, com capacidade de 6 milhões de litros/dia, utilizando as águas do Rio Mojiguaçu, próximo ao distrito de Cachoeira de Emas, importante polo turístico da região. O sistema de energia elétrica constitui-se de 41 km de redes (aéreas e subterrâneas) de tensão. A rede viária tem 50 km, e a rede telefônica tem cerca de 23 km.

## Cursos de Formação de Oficiais
Os Cadetes Infantes (CFOInf) estudam Métodos de Defesa e Segurança das Instalações Militares, Emprego de Defesa Antiaérea de Aeródromos e Sítios, Comando de Frações de Tropas e do Serviço de Salvamento e Combate a Incêndio (SESCINC), além Legislação Militar, Direito Militar, Emprego de Armamento, Serviço Militar e Mobilização, entre outras. Os Infantes ainda passam pelos Estágios de: Básico de Combatente de Montanha e de Instrutor de Tiro. A instrução de Paraquedismo para os infantes é ministrada pelo Esquadrão Aeroterrestre de Salvamento, o PARA-SAR, e tem o objetivo de capacitá-los ao desempenho de missões de ataque e resgate. Após quatro anos de formação acadêmica, são declarados Aspirantes a Oficial e começam a desempenhar suas atividades operacionais de combatente terrestre, como elemento-chave do Sistema de Defesa do Comando da Aeronáutica, em todo o território nacional.
Os Cadetes Intendentes (CFOInt) estudam em laboratórios de administração e intendência, onde aprendem a ciência e a tecnologia moderna da gestão econômico-financeira e dos serviços especializados de intendência, preparando-se assim para as tarefas de um combatente de superfície, integrado ao sistema logístico do Comando da Aeronáutica. Após quatro anos acadêmicos, são declarados Aspirantes a Oficial e começam a desempenhar suas atividades administrativo-operacionais nas diversas Organizações do Comando da Aeronáutica, distribuídos por todo o território nacional. O Curso de Formação de Oficiais Intendentes aceita matrícula de cadetes do sexo feminino na AFA.
Os Cadetes Aviadores (CFOAv) iniciam a instrução aérea na 2ª série, voando o T-25 "UNIVERSAL", avião de instrução primária/básica de fabricação nacional, e, nessa aeronave, voam cerca de 75 horas. Na 4ª série, os cadetes realizam a sua instrução na aeronave T-27 "TUCANO", turboélice de instrução avançada, também de fabricação nacional, no qual voam cerca de 130 horas.

## Atividade Aérea
A aeronave Neiva T-25 (instrução primária) possui dois assentos e um motor a pistão, marca Lycoming IO 540 K1D5, de 300 HP. A aeronave T-27 ou Embraer EMB-312 Tucano (instrução avançada), também de dois lugares, é equipado com um motor turboélice Pratt & Whitney, PT6-25C de 750 SHP.
A instrução com a aeronave T-25 é realizada no Setor Leste da AFA, no 2° Esquadrão de Instrução Aérea, que tem a disposição uma pista de 1.902 m de comprimento, com a Taxiway na mesma dimensão.
A instrução com a aeronave T-27 é realizada no Setor Oeste da AFA, no 1° Esquadrão de Instrução Aérea, que tem a disposição duas pistas de 2.000 m de comprimento, com a Taxiway na mesma dimensão.
A AFA tem uma intensa atividade aérea devido principalmente a instrução dos cadetes e também dos seus oficiais instrutores, chegando a quase 2/5 do que se voa por toda a FAB, sendo considerado o Aeródromo com o maior movimento de aeronaves militares da América Latina. Para que tudo ocorra dentro da mais completa segurança, a AFA mantém um serviço de alerta de Busca e Salvamento (SAR), com helicóptero (H-50 - Helibrás Esquilo) e tripulação, além de um SESCINC e Ambulância/UTI.

## Organizações Sediadas na Guarnição de Aeronáutica de Pirassununga
A Guarnição de Aeronáutica de Pirassununga conta, além da AFA, com outras Unidades da FAB, as quais são: Grupo de Apoio de Pirassununga (GAP YS), Fazenda da Aeronáutica de Pirassununga (FAYS), Prefeitura de Aeronáutica de Pirassununga (PAYS), Esquadrão de Demonstração Aérea (EDA) - a Esquadrilha da Fumaça e o Destacamento de Controle do Espaço Aéreo de Pirassununga (DTCEA YS). O quartel ainda é sede de um Advogado Geral da União, através de um núcleo de assessoria jurídica (NAJ).
 Na estrutura interna, a AFA possui as seguintes divisões: 
- Divisão de Ensino
- Grupo de Segurança e Defesa
- Divisão de Suprimento e Manutenção
- Corpo de Cadetes
- Divisão de Operações Aéreas

O Acesso é feito por duas rodovias estaduais paulistas permitem o acesso a AFA: SP-225 e SP-201.
A AFA, ainda, realiza a mais importante festa aeronáutica do interior do Estado de São Paulo, o Domingo Aéreo. Este evento já comportou, no ano de 2006, aproximadamente, 57 mil pessoas. No ano de 2011, 53 mil pessoas vieram à festa. Em 2015, houve recorde de público, com a presença estimada de 92 mil visitantes.

## Aeródromo
- Campo Fontenelle
  - Abreviatura: SBYS (ICAO) ou QPS (IATA)